# アルネ・ダール
アルネ・ダール（Arne Dahl、本名：Jan Arnald、1963年11月1日 - ）は、スウェーデンの小説家、文芸評論家。本名でも作家活動をしており、ミステリ執筆時の筆名が「アルネ・ダール」である。スウェーデンの日刊新聞「ダーゲンス・ニュヘテル」の記者でもある。
スウェーデン国家刑事警察の捜査班が活躍するミステリのシリーズは、英語を始めとする数か国語に翻訳されており、映像化もされている。

## 作品リスト

### スウェーデン国家刑事警察シリーズ
- 靄の旋律 Misterioso （ 1999年 /  2012年9月 集英社文庫 ヘレンハルメ美穂訳）
- Ont blod (1998)
- Upp till toppen av berget (2000)
- Europa blues (2001)
- De största vatten (2002)
- En midsommarnattsdröm (2003)
- Dödsmässa (2004)
- Mörkertal (2005)
- Efterskalv (2006)
- Himmelsöga (2007)
- Elva (2008)

### "Opcop" 四部作
- Viskleken (2011)
- Hela havet stormar (2012)
- Blindbock (2013)
- Sista paret ut (2014)

### ベリエル＆ブルームシリーズ
- Utmarker (2016); Watching you （  時計仕掛けの歪んだ罠 2020年7月 小学館 田口俊樹訳）
- Inland (2017); Hunted （  狩られる者たち 2021年7月 小学館 田口俊樹、矢島真理訳）
- Mittvatten (2018); You are next
- Friheten (2020)
- Islossning (2021)

### 本名名義
小説
- Chiosmassakern (1990)
- Barbarer (2001)
- Maria och Artur (2006)
- Intimus (2010)

その他
- Nalkanden (1992) - 詩集
- Genrernas tyranni (1995) - 論文
- 3 variationer (1996) - 散文
- Klä i ord (1997) - 物語